# Region Bijeljina

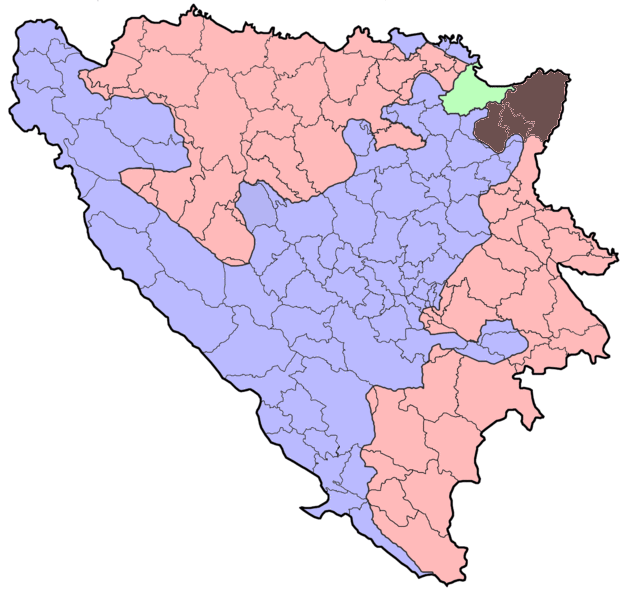
Lage der Region in Bosnien und Herzegowina

Die Region Bijeljina ist eine von sieben Regionen der Republika Srpska in Bosnien und Herzegowina. Sie befindet sich im Nordosten des Landes an den Grenzen zu Kroatien und Serbien. Die Gemeinde Bijeljina befindet sich im Dreiländereck Kroatien-Serbien-Bosnien und Herzegowina. Sie wird im Norden von der Save und im Osten von der Drina eingegrenzt. Die Region ist auch als Semberija bekannt. Das im 16. Jahrhundert erbaute Kloster Tavna gilt als geistiges Zentrum der ansässigen serbisch-orthodoxen Christen. Die einzige Stadt in der Region ist Bijeljina. 
Die nominelle Hauptstadt des Gebietes ist Bijeljina mit etwa 114.663 Einwohnern.

## Gemeinden
Die Region ist unterteilt in 3 Gemeinden:
1. Bijeljina 150.000
2. Lopare 16.568
3. Ugljevik 16.538